# Jampil (obwód czerkaski)
Jampil (ukr. Ямпіль) – wieś na Ukrainie, w obwodzie czerkaskim, w rejonie zwinogródzkim, w hromadzie Katerynopil, nad Wełyką Wysią. W 2001 roku liczyła 373 mieszkańców.
Pierwsze wzmianki o miejscowości pochodzą z początku XVIII wieku.